# Jürgen Alberts
Pour les articles homonymes, voir Alberts.
Jürgen Alberts, né le 4 août 1946 à Kirchen dans le land du Rhénanie-Palatinat en Allemagne, est un écrivain allemand, spécialisé dans le roman policier et le roman historique.

## Biographie
Après des études de littérature allemande, histoire et sciences politiques à Tübingen et Brême, il travaille comme pigiste pour la WDR et la ZDF, pour lesquels il écrit des scénarios pour la télévision et des pièces radiophoniques.
En 1969, il publie son premier roman, Nokasch. En 1984, avec Sven Kuntze, il aborde le genre du roman policier avec Die Gehirnstation. En 1987, avec Das Kameradenschwein, il inaugure une série sur la police de Brême. En 1995, il fait paraître L'Anarchiste de Chicago (Der Anarchist von Chicago) qui est une reconstitution romancée du massacre de Haymarket Square le 4 mai 1886 à Chicago. Selon Claude Mesplède, « l'univers du capitalisme américain est passé au crible avec beaucoup d'intensité, et les divers extraits des discours authentiques des condamnés, cités ici, sont d'une force et d'une lucidité rare ».

## Œuvre

### Romans

#### SérieReihe Bremer Polizei
- Das Kameradenschwein (1987)
- Der Spitzel (1988)
- Die Chop-Suey-Gang (1989)
- Die Falle (1990)
- Die Selbstmörder (1991)
- Der Tiermörder (1992)
- Tod eines Sesselfurzers (1993)
- Die Geiselnehmer (1994)
- Mediensiff (1995)
- Kriminelle Vereinigung (1996)

#### Autres romans policiers
- Die Gehirnstation (1984), en collaboration avec Fritz Nutze
- Die Entdeckung der Gehirnstation (1985)
- Tod in der Algarve (1985)
- Landru (1987) Publié en français sous le titre Landru, traduit par Olivier Mannoni, Paris, Éditions La Découverte, 1989  (ISBN 2-7071-1824-9)
- Entführt in der Toskana (1988), en collaboration avec Marita Alberts
- Keplers Traum (1989)
- Gestrandet auf Patros (1989), en collaboration avec Marita Alberts
- Zielperson unbekannt (1990)
- In der Gehirnstation (1990), nouvelle version du roman Die Gehirnstation, paru en 1984
- Der große Schlaf des J. B. Cool (1996)
- J. B. Cool und der König von Bremen. Neues vom bekifften Bremer Detektiv (2002)
- J. B. Cool - Extra Dry (2002)
- Shopping (2003)
- Arsen und Kartöffelchen (2006), en collaboration avec Marita Alberts
- Tod in der Quizshow (2008)
- Leiche über Bord (2008)
- Goethe und das Taubstummenorchester - 2 Gaunerromane zum Preis von einem (2010)

#### Autres romans
- Nokasch (1969)
- Die zwei Leben der Maria Behrens (1980)
- Fatima (1992)
- Der Anarchist von Chicago (1995) Publié en français sous le titre L'Anarchiste de Chicago, traduit par Patrick Kermann, Paris, Gallimard, coll. « Série noire » no 2478, 1997  (ISBN 2-07-049644-9)
- Hitler in Hollywood oder: Die Suche nach dem Idealscript (1997)
- Sieben Rosen im Atlantik (1999), en collaboration avec Marita Alberts
- Cappuccino zu dritt  (2001), en collaboration avec Marita Alberts
- Die Farben des Fado : ein Roman aus Portugal (2004), en collaboration avec Marita Alberts
- Familienfoto. Eine hanseatische Trilogie (partie 1, 2004)
- Familiengeheimnis – Eine hanseatischen Trilogie (partie 2, 2005)
- Familiengift. Eine hanseatische Trilogie (partie 3, 2006)
- Der Fremdenführer" (2006), en collaboration avec Marita Alberts

#### Recueils de nouvelles
- Der große Abschied des J.B. Cool – Das Allerletzte vom bekifften Bremer Detektiv (2006)
- Kriminelles Doppel (2009), en collaboration avec Maj Sjöwall

### Autres publications
- Aufstand des Eingemachten (1970)
- Massenpresse als Ideologiefabrik am Beispiel BILD (1974)
- Aus der nicht ganz freien Hansestadt Bremen (1975)
- Mit IBM in die Zukunft : Berichte und Analysen über die "Fortschritte" des Kapitalismus (1976)
- Arbeiteröffentlichkeit und Literatur : zur Theorie des Werkkreises Literatur der Arbeitswelt (1977)
- Der Boss im Spiegel : über Unternehmer und Unternehmer über sich (1977), en collaboration avec Michael Traut

## Sources
- Claude Mesplède (dir.), Dictionnaire des littératures policières, vol. 1 : A - I, Nantes, Joseph K, coll. « Temps noir », 2007, 1054 p. (ISBN 978-2-910-68644-4, OCLC 315873251), p. 48.